# El Espinal, Michoacán de Ocampo
El Espinal är en ort i Mexiko.   Den ligger i kommunen Zitácuaro och delstaten Michoacán de Ocampo, i den södra delen av landet, 120 km väster om huvudstaden Mexico City. El Espinal ligger 2 604 meter över havet och antalet invånare är 136.
Terrängen runt El Espinal är lite bergig, och sluttar västerut. Runt El Espinal är det ganska tätbefolkat, med 144 invånare per kvadratkilometer. Närmaste större samhälle är Heróica Zitácuaro, 11,9 km väster om El Espinal. I omgivningarna runt El Espinal växer huvudsakligen savannskog.